# Founé Imé
Founé Imé (auch: Fauné Imé, Founémey, Hounémé) ist ein Stadtviertel von Agadez in Niger.
Founé Imé ist eines der elf historischen Stadtviertel der zum UNESCO-Welterbe zählenden Altstadt von Agadez, in deren Zentrum es liegt. Die angrenzenden Altstadtviertel sind Amarewat im Norden, Akanfaya im Osten, Hougbéry im Süden und Katanga im Westen.
Der Ortsname kommt aus der Sprache Songhai, bedeutet „kleines Tor“ oder „Pforte“ und bezieht sich auf ein Nebentor in der Stadtbefestigung. Die Bevölkerung untersteht dem Gonto von Founé Imé, einem traditionellen Ortsvorsteher, der als Mittelsmann zwischen dem Sultan von Agadez und den Einwohnern auftritt.
Bei der Volkszählung 2012 hatte Founé Imé 1259 Einwohner, die in 207 Haushalten lebten. Bei der Volkszählung 2001 betrug die Einwohnerzahl 1324 in 211 Haushalten und bei der Volkszählung 1988 belief sich die Einwohnerzahl auf 948 in 155 Haushalten.